# Distichodus brevipinnis
Distichodus brevipinnis är en fiskart som beskrevs av Günther, 1864. Distichodus brevipinnis ingår i släktet Distichodus och familjen Distichodontidae. IUCN kategoriserar arten globalt som livskraftig. Inga underarter finns listade i Catalogue of Life.